# Dicarpa mysogyna
Dicarpa mysogyna är en sjöpungsart som beskrevs av Monniot 1982. Dicarpa mysogyna ingår i släktet Dicarpa och familjen Styelidae. Inga underarter finns listade i Catalogue of Life.